# Edouard Grikourov
Edouard Petrovitch Grikounov (Эдуард Петрович Грикуров), né le 29 mars/11 avril 1907 à Tiflis et mort le 13 décembre 1982 à Léningrad (URSS) est un chef d'orchestre soviétique, surtout spécialisé dans l'opéra, nommé artiste du peuple de la RSFSR en 1957 et lauréat du Prix Staline de deuxième classe en 1951.

## Biographie
Edouard Grikounov étudie au conservatoire de Tbilissi dans la classe de piano d'Anna Toulachvili, et la théorie de la musique et la composition auprès Mikhaïl Ippolitov-Ivanov et Sergueï Barkhoudarian. Il termine en 1933 ses études de chef d'orchestre au conservatoire de Léningrad (classe d'Alexandre Gaouk).
Après une courte collaboration avec l'orchestre des instruments populaires russes, il commence à travailler en 1937 avec le Petit Théâtre d'opéra (Théâtre Maly, aujourd'hui Théâtre Michel), au sein duquel il va faire toute sa carrière. De 1944 à 1969, il en est le chef d'orchestre principal et le directeur musical (avec une interruption entre 1956 et 1960, quand il dirige l'orchestre du Théâtre Kirov).
Edouard Grikourov meurt le 13 décembre 1982; il est enterré au cimetière Bogoslovskoïe de Léningrad. 

## Quelques œuvres
Parmi les œuvres qu'il dirige:
- Falstaff de Verdi
- Paillasse de Leoncavallo
- Le Coq d'or de Rimski-Korsakov
- Cavalleria rusticana de Mascagni
- Lakmé de Delibes
- La Bohème de Puccini
- 1950: La Jeune Garde de Meïtous
- 1955: Guerre et Paix, de Prokofiev
- L'Amour des trois oranges de Prokofiev
- Virinéïa de Slominski
- Antoine et Cléopâtre de Samuel Barber

Le travail de Grikourov à propos de la révision en 1965 de l'opéra Katarina Izmaïlova attire l'attention, comme le remarque la musicologue Sophia Khentova : 
« Le côté musical est à la hauteur, tout d'abord grâce au travail minutieux et délicat d'E. Grikourov. Essentiellement, il a créé sa propre version de l'opéra. Trouvé des tempos flexibles pour correspondre à la dynamique rapide de l'action. <…> L'orchestre, dirigé par Grikourov, est celui qui, en fait, est devenu presque le « héros » principal de la performance. L'orchestre dirige l'action, crée une atmosphère émotionnelle, captive les chanteurs. Il n'y a pas un seul trait d'orchestre qui causerait une controverse ou une objection. »

## Musique de film
- Le Fils de la Mongolie (1936)

Grikourov a aussi enseigné la direction d'orchestre au conservatoire de Léningrad (nommé professeur en 1971); parmi ses élèves, l'on peut distinguer Chamgon Kajgaliev, Alexandre Alexeïev, Vakhtang Jordania, Dmitri Kitaïenko, Dmitri Smirnov.